# Li Donnici
Li Donnici è un cognome di lingua italiana.

## Varianti
Li Donni, Lidonnici.

## Origine e diffusione
Cognome tipicamente meridionale, è presente prevalentemente in Calabria.
Potrebbe derivare dal toponimo Donnici. È affine al cognome Domenico.